# Tetranchyroderma polypodium
Tetranchyroderma polypodium är en djurart som tillhör fylumet bukhårsdjur, och som beskrevs av Luporini, Magagnini och Ezio Tongiorgi 1971. Tetranchyroderma polypodium ingår i släktet Tetranchyroderma och familjen Thaumastodermatidae. Inga underarter finns listade i Catalogue of Life.